# ألين (إيطاليا)
ألين (أربيتان: Allèn)، هي بلدية في منطقة وادي أوستا، في شمال غرب إيطاليا.

## السكان
تطور النمو السكاني لـ ألين (إيطاليا)